# Virtuelles Freiberger Museum für Mathematik und Kunst
Das Virtuelle Freiberger Museum für Mathematik und Kunst ist ein virtuelles Museum auf der Website der TU Bergakademie Freiberg. 

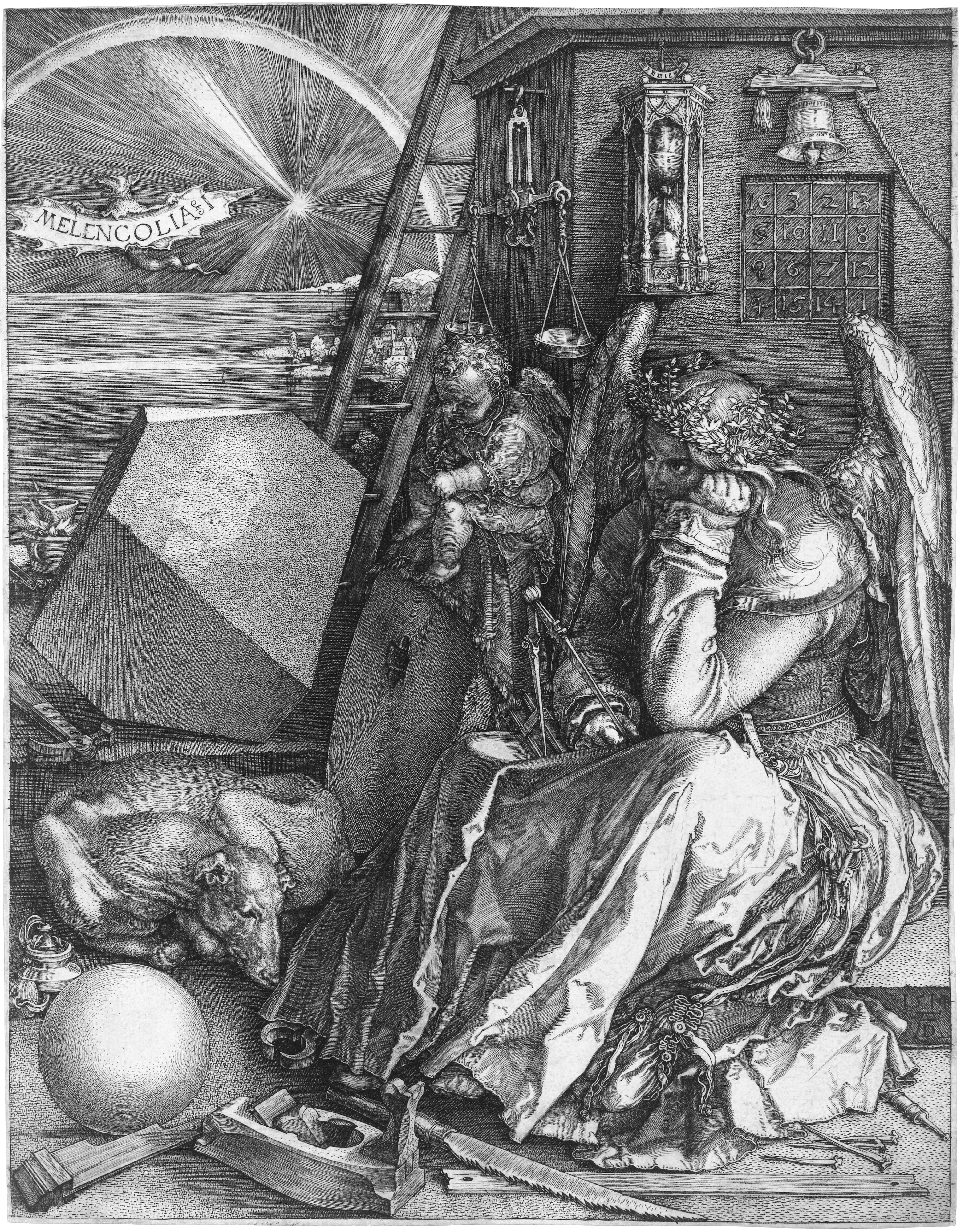
Melencolia I

Es wurde 1999 von Udo Hebisch gegründet. In einzelnen Galerien werden die Werke von Künstlern vorgestellt, deren Arbeit sich auf mathematische Themen bezieht. Das Museum enthält Bilder von Albrecht Dürer, M. C. Escher, Wentzel Jamnitzer, Johannes Lencker und Lorenz Stöer (auch als Lorenz Stör in der Literatur zu finden). Zu den ausgestellten zeitgenössischen Künstlern gehören Anatoli Timofejewitsch Fomenko und Martina Schettina. Auf den zugehörenden Detailseiten werden die Beziehungen zwischen den mathematischen Themen und den künstlerischen Werken genauer erläutert. 

## Beispiele
Fomenkos Arbeiten beinhalten beispielsweise das Hertzsprung-Russel-Diagramm, den Sattelpunkt oder Diskrete Topologie. Wenzel Jamnitzer bezog sich in seinen Kupferstichen auf die regulären Körper. Im Kupferstich Melencolia I von Dürer aus dem Jahr 1514 sind an mathematischen Motiven ein magisches Quadrat und ein abgeschrägtes Rhomboeder enthalten. Martina Schettina behandelt in ihren Bildern den Goldenen Schnitt, die Catalan-Zahlen und das Königsberger Brückenproblem.